# The Enchanted Cottage
The Enchanted Cottage (bra: Seu Milagre de Amor) é um filme estadunidense de 1945, do gênero fantasia romântica, dirigido por John Cromwell e estrelado por Dorothy McGuire e Robert Young.

## A produção
Segundo os autores de The RKO Story, The Enchanted Cottage é "um belo filme sobre a feiura", pois trata da antiga teoria de que a beleza está nos olhos de quem vê.
Dirigido com sensibilidade por Cromwell, sua mensagem otimista, esplêndida fotografia e romântica trilha sonora encantaram os espectadores, que o transformaram em um dos grandes sucessos da RKO Radio Pictures no ano.
A trilha sonora, de autoria de Roy Webb, foi indicada ao Oscar, mas perdeu para a trilha de Spellbound, composta por Miklós Rózsa.
A história já havia sido filmada em 1924, na era do cinema mudo, com Richard Barthelmess e May McAvoy.

## Sinopse
Com o rosto coberto por cicatrizes adquiridas na Guerra, Oliver Bradford encontra Laura Pennington no chalé onde iria passar sua lua de mel, quando ainda estava noivo de Beatrice Alexander. Laura é uma mulher comum, sem traços de beleza, que pensa que jamais encontrará alguém que se interesse por ela (Oliver pensa o mesmo de si próprio). Mais para fugir da solidão do que por amor, eles se casam. O chalé já havia acolhido muitos recém-casados anos afora, e seu espírito mágico faz com que os dois pareçam cada vez mais bonitos—porém, somente um para o outro.

## Premiações
| Prêmio | Categoria            | Situação |
| ------ | -------------------- | -------- |
| Oscar  | Melhor Trilha Sonora | Indicado |

## Elenco
| Ator/Atriz       | Personagem              |
| ---------------- | ----------------------- |
| Dorothy McGuire  | Laura Pennington        |
| Robert Young     | Oliver Bradford         |
| Herbert Marshall | Major Hillgrove         |
| Mildred Natwick  | Senhora Abigail Minnett |
| Spring Byington  | Violet Price            |
| Hillary Brooke   | Beatrice Alexander      |
| Richard Gaines   | Freddy Price            |
| Alec Englander   | Taxi Stanton            |
| Robert Clarke    | Soldado da Marinha      |
| Eden Nicholas    | Soldado                 |